# Rahn Burton
Rahn Burton (10. února 1934 Louisville, Kentucky, USA – 25. ledna 2013 New York City, New York, USA) byl americký jazzový klavírista.
Svou kariéru zahájil ve svém rodném městě, kde hrál s Tommy Walkerem a Edgarem „Eggeye“ Brooksem. Od roku 1953 hrál šest let ve skupině Rahsaana Rolanda Kirka. V roce 1960 se přestěhoval do New Yorku, kde doprovázel Chrise Powella a rovněž hrál na varhany ve skupině George Adamse. Později se opět spojil s Kirkem, se kterým nahrál několik alb. V sedmdesátých letech měl vlastní skupinu African-American Connection. V roce 1992 vydal album The Poem, na kterém ho doprovázeli Jimmy Cobb a Walter Booker. Rovněž spolupracoval s hudebníky, jako byli Michael Carvin, Stanley Turrentine, Leon Thomas, Carlos Garnett, Hannibal Marvin Peterson, Charlie Rouse, Beaver Harris, Massimo Urbani nebo Nicolas Simion.